# Родина Григоровичів-Барських (срібна монета)
«Роди́на Григоро́вичів-Ба́рських» — пам'ятна срібна монета номіналом 10 гривень, випущена Національним банком України, присвячена відомому українському роду, з якого походили мандрівник і письменник Василь Григорович-Барський, видатний київський архітектор та інженер Іван Григорович-Барський, інші відомі громадські діячі.
Монету введено в обіг 26 серпня 2011 року. Вона належить до серії «Славетні роди України».

## Опис монети та характеристики
| Номінал грн. | Метал            | Маса, г      | Діаметр, мм | Якість виготовлення | Гурт                           | Тираж, штук |
| ------------ | ---------------- | ------------ | ----------- | ------------------- | ------------------------------ | ----------- |
| 10           | срібло 925 проби | 31,1 / 33,62 | 38,61       | пруф                | гладкий із заглибленим написом | 5 000       |

### Аверс
На аверсі монети вгорі розміщено: малий Державний Герб України, напис півколом «НАЦІОНАЛЬНИЙ БАНК УКРАЇНИ», унизу номінал — «10 ГРИВЕНЬ», фонтан «Самсон», що на Подолі в місті Києві, в обрамленні восьмикутних зірок, які часто використовував Іван Григорович-Барський в архітектурному оздобленні (стиль бароко); праворуч — рік карбування монети «2011».

### Реверс
На реверсі монети зображено герб роду Григоровичів-Барських, стилізоване генеалогічне дерево, у картушах якого представлено малюнок мандрівника Василя Григоровича-Барського (ліворуч), на якому він зобразив себе, та церкву Миколи Набережного в Києві (праворуч), збудовану за проектом архітектора Івана Григоровича-Барського; по колу розміщено написи: «РІД ГРИГОРОВИЧІВ-БАРСЬКИХ» (угорі), «ВАСИЛЬ 1701—1747» (ліворуч), «ІВАН 1713—1785» (праворуч), девіз роду «ТРУД МОЯ СИЛА» (унизу).

## Автори

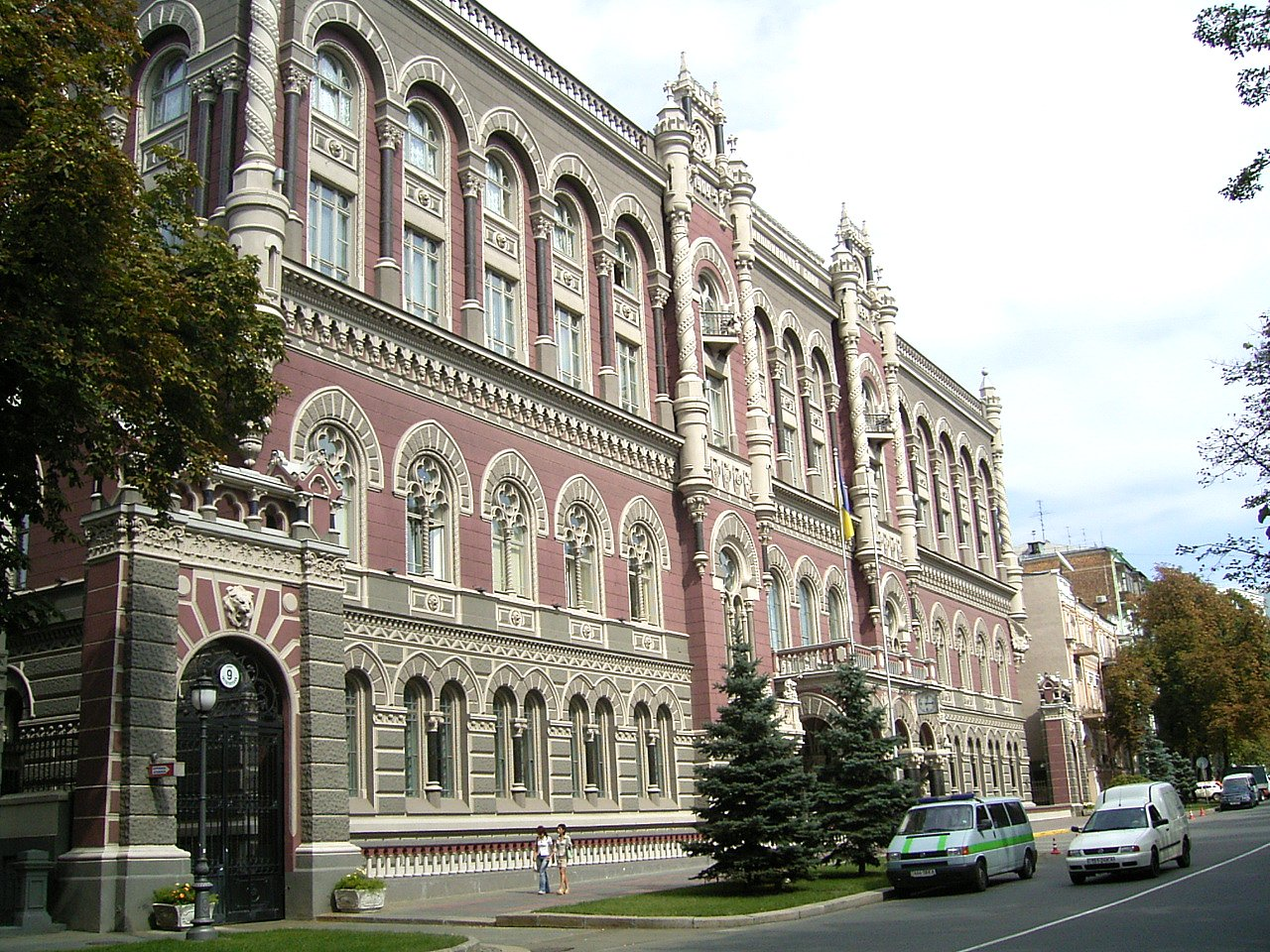
Будівля Національного банку України

- Художники: Таран Володимир, Харук Олександр, Харук Сергій.
- Скульптори: Дем'яненко Анатолій, Іваненко Святослав.

## Вартість монети
Ціна монети — 575 гривень була вказана на сайті Національного банку України в 2012 році.
Фактична приблизна вартість монети, з роками змінювалася так:
| Рік        | 2012 | 2013 | 2014 | 2015  | 2016 | 2017 | 2018 | 2019 | 2020 | 2021  | 2022  | 2023  | 2024  | 2025  |
| ---------- | ---- | ---- | ---- | ----- | ---- | ---- | ---- | ---- | ---- | ----- | ----- | ----- | ----- | ----- |
| Ціна, грн. | 600  | 600  | 600  | 1 000 | 740  | 820  | 780  | 690  | 700  | 1 000 | 1 000 | 1 600 | 2 050 | 2 400 |